# Avettaea salvadorae
Avettaea salvadorae är en svampart som först beskrevs av Franz Petrak, och fick sitt nu gällande namn av Abbas & B. Sutton 1988. Avettaea salvadorae ingår i släktet Avettaea, divisionen sporsäcksvampar och riket svampar.   Inga underarter finns listade i Catalogue of Life.